# 3672 Stevedberg
3672 Stevedberg је астероид главног астероидног појаса чија средња удаљеност од Сунца износи 2,183 астрономских јединица (АЈ).
Апсолутна магнитуда астероида је 13,3.